# Nikon Z 7

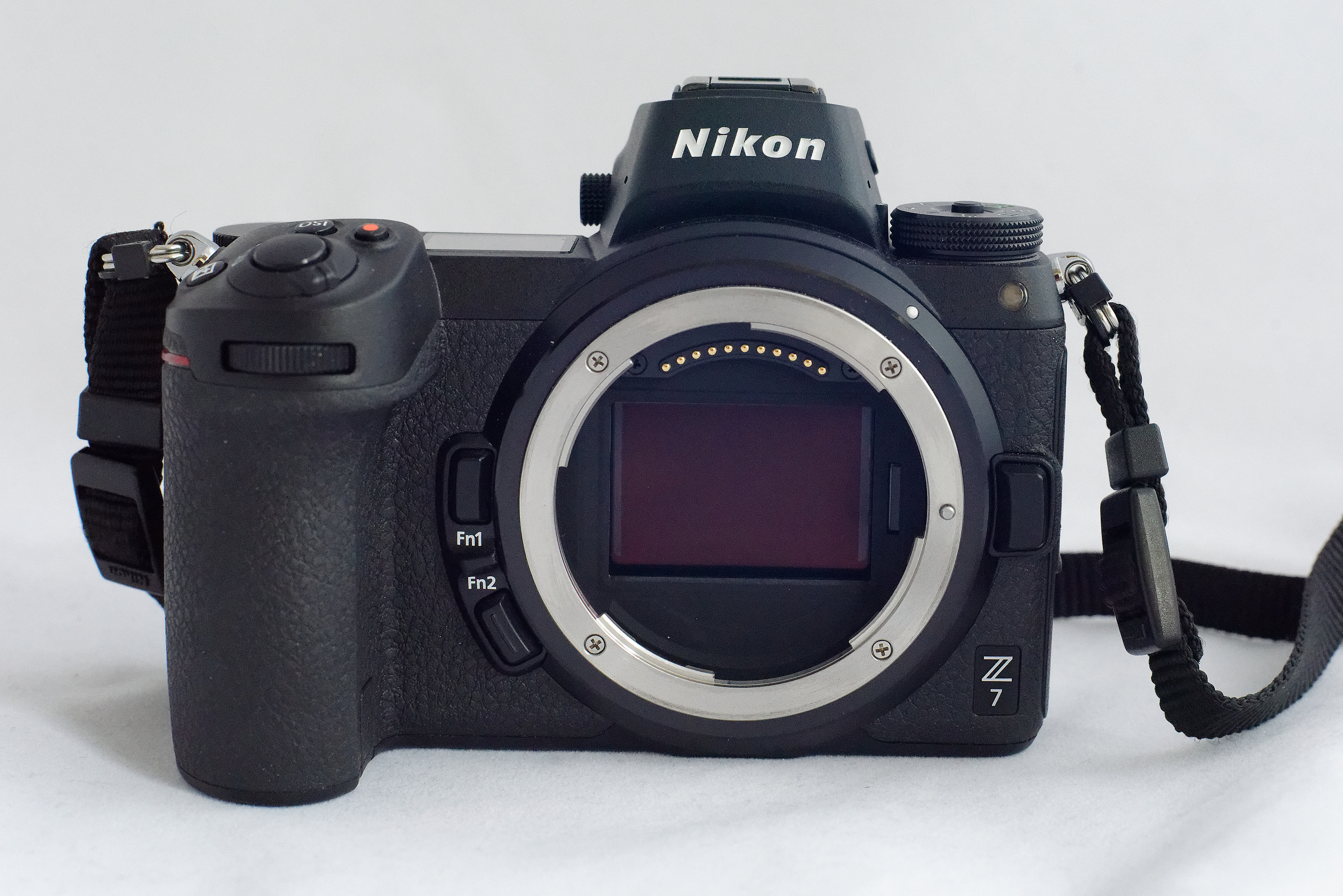
Предсерийный образец «Nikon Z 7»

Nikon Z 7 — цифровой беззеркальный фотоаппарат с полнокадровой КМОП-матрицей, официально анонсированный компанией Nikon 23 августа 2018 года. Начало продаж запланировано на сентябрь 2018 года. Первая модель Nikon, в которой использован байонет Nikon Z, специально разработанный для беззеркальных фотоаппаратов с полнокадровой матрицей.

## Характеристики
Фотоаппарат заявлен, как модель с самым высоким разрешением в линейке, и обладает следующими характеристиками:
- Фотоматрица формата FX с обратной подсветкой и разрешением 45,7 мегапикселя;
- Рабочий диапазон светочувствительности 64—25600 ISO;
- Процессор Expeed 6;
- Объективы стандарта Nikon F присоединяются через адаптер Nikon FTZ;
- Гибридный автофокус c 493 точками фокусировки, покрывающими 90% площади кадра;
- Система стабилизации изображения, встроенная в корпус, и обеспечивающая 5 ступеней выигрыша по выдержке;
- Максимальная частота съёмки до 9 кадров в секунду;
- Электронный видоискатель c 3 690 тысяч точек и увеличением 0,8×;
- Наклонный тачскрин с 2,1 миллионом пикселей;
- Запись видео стандарта 4K с частотой 30 кадров в секунду, или стандарта 1080p с частотой до 120 кадров в секунду;
- Вывод на интерфейс HDMI 10-битного видео 4K UHD с цветовым представлением 4:2:2 для записи на внешний рекордер[4];
- Интервальная фотосъёмка для создания цейтраферных видеороликов разрешением 8K UHD;
- Встроенные модули Bluetooth и Wi-Fi.

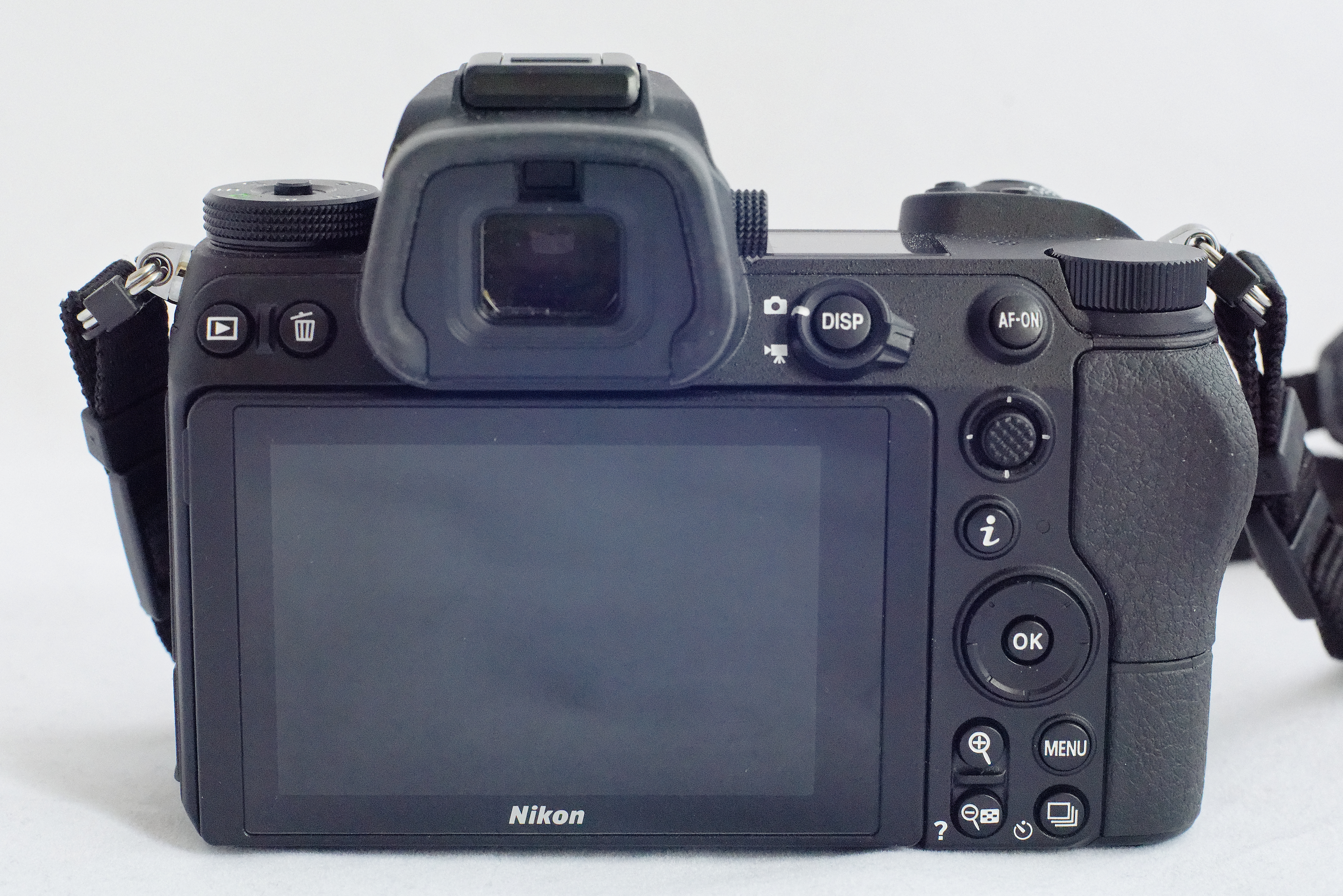
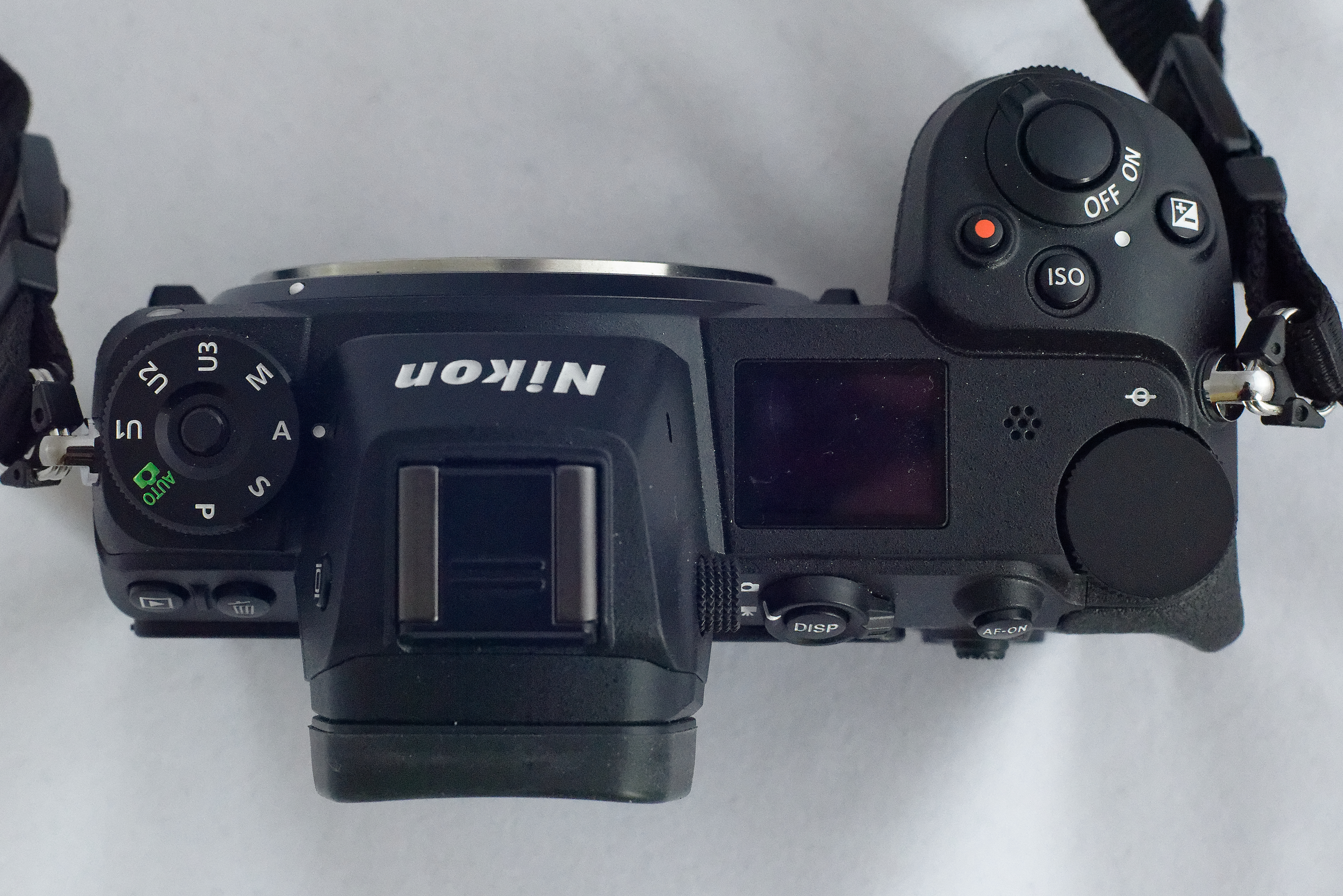
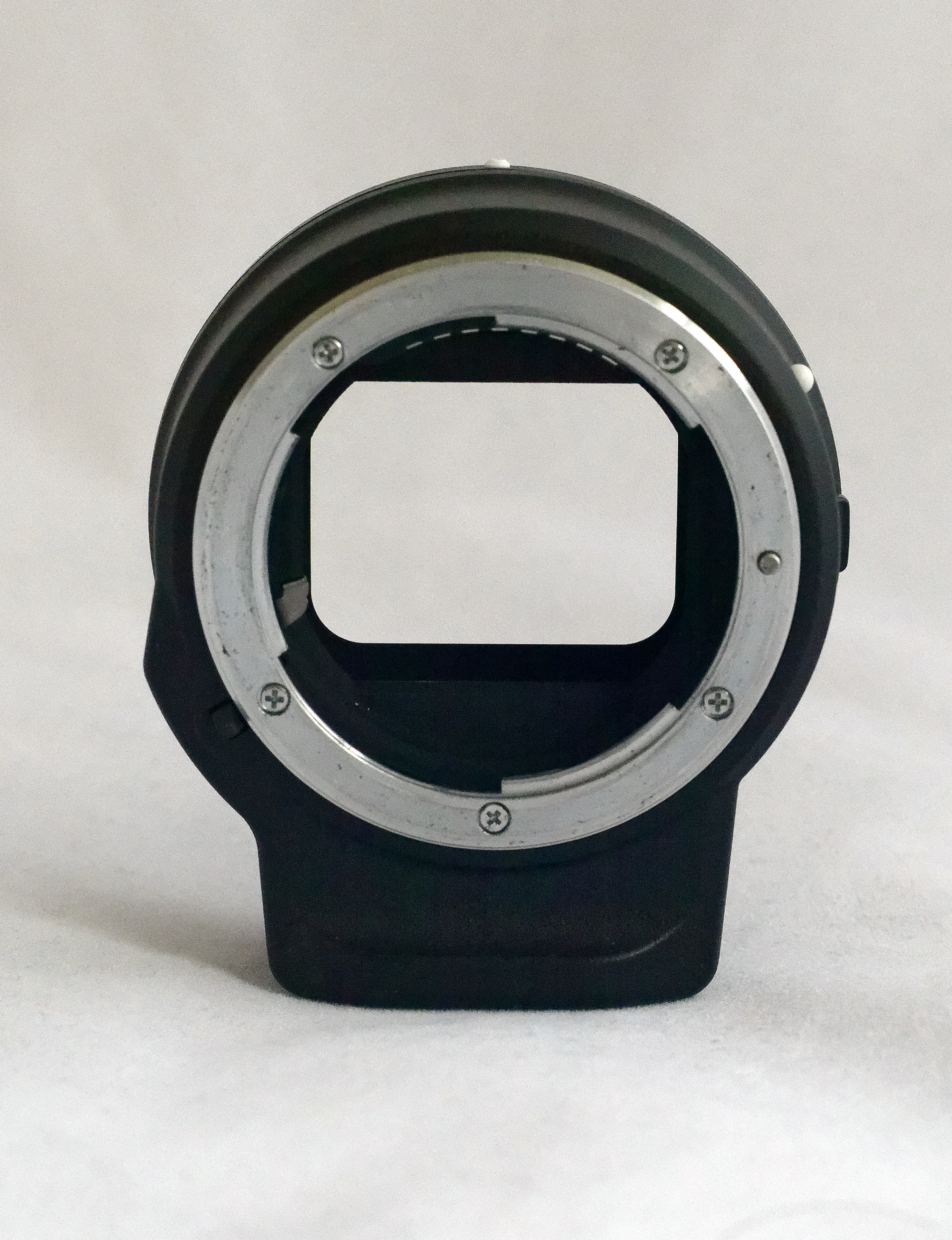
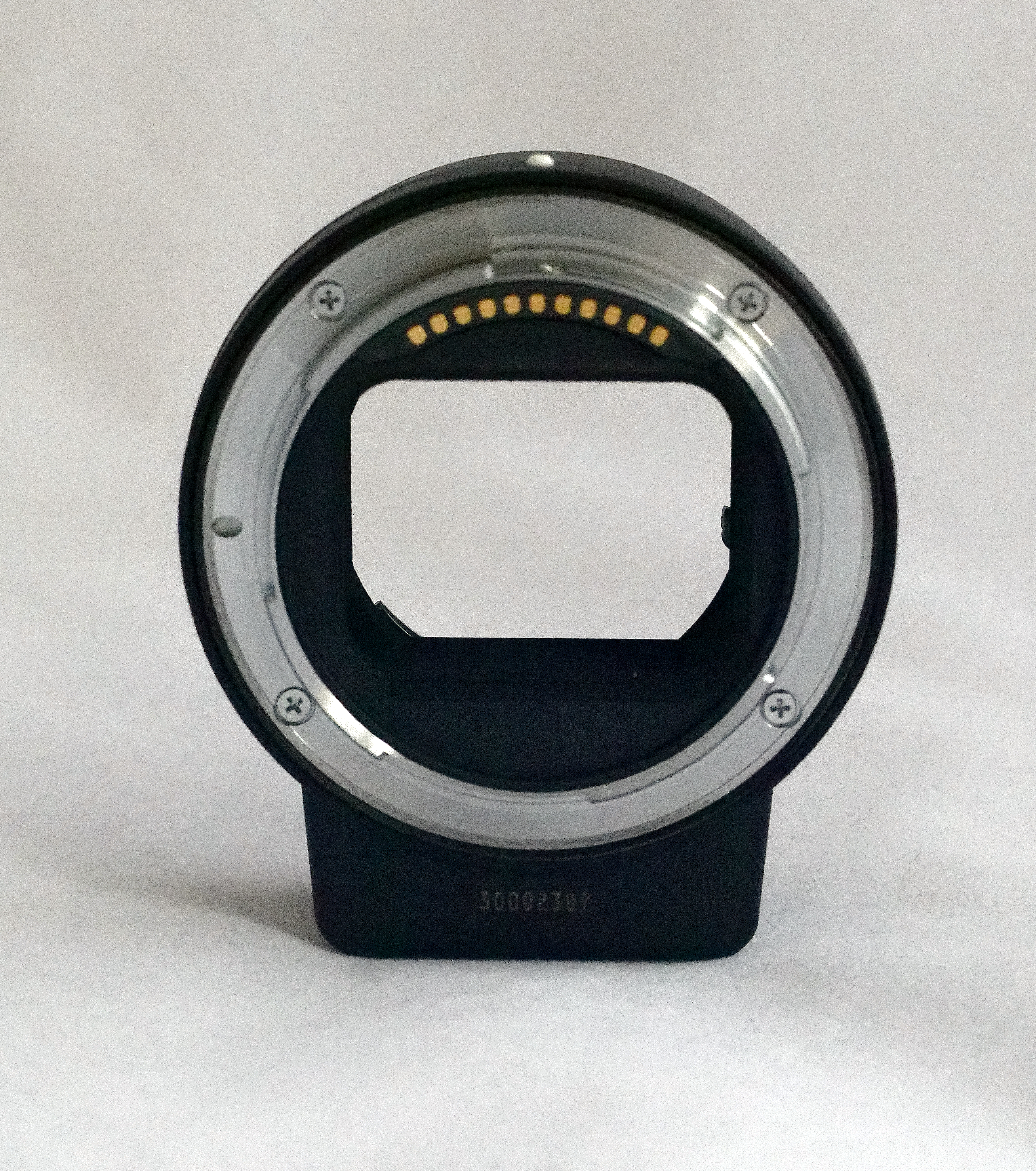
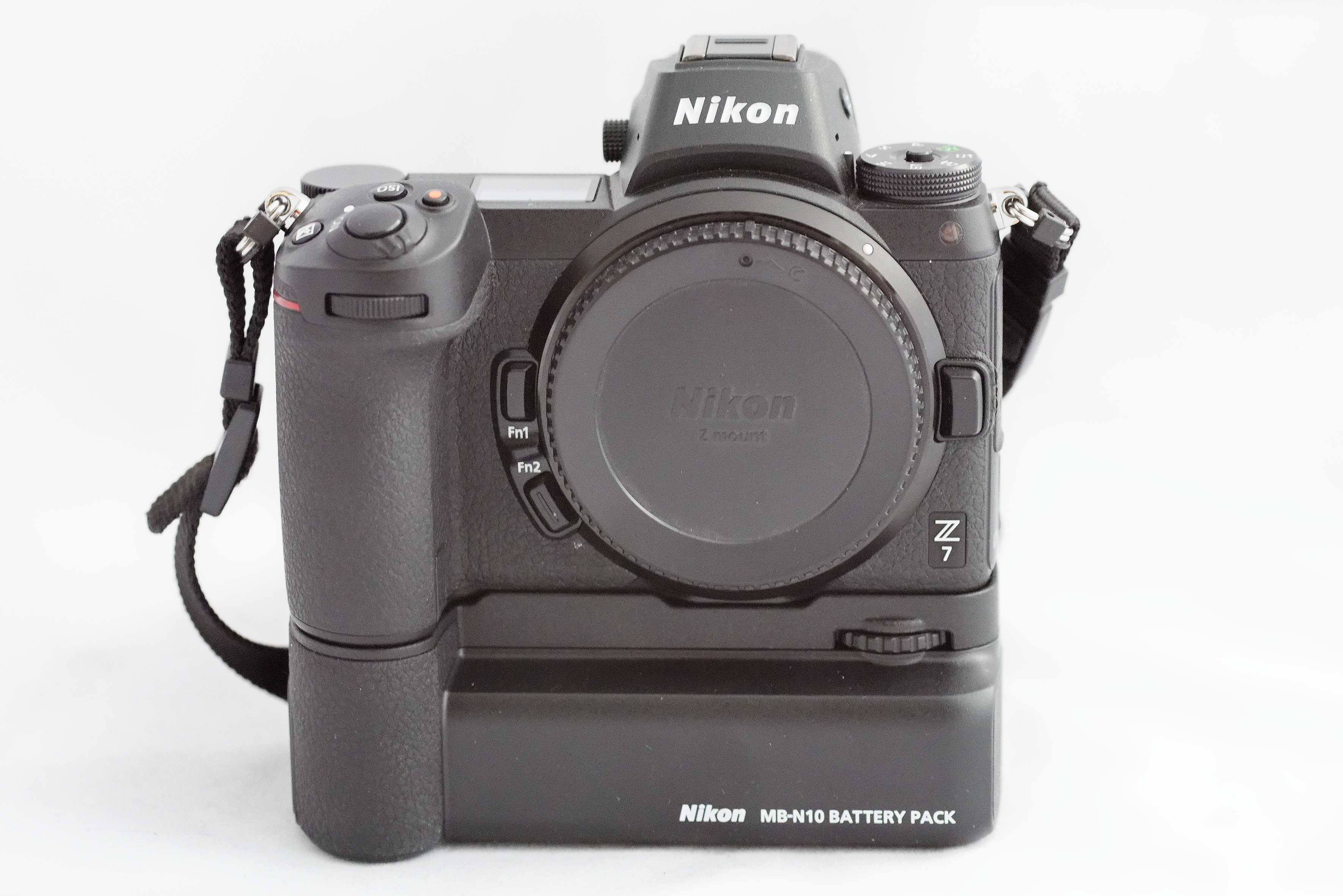
Akkupack MB-N10
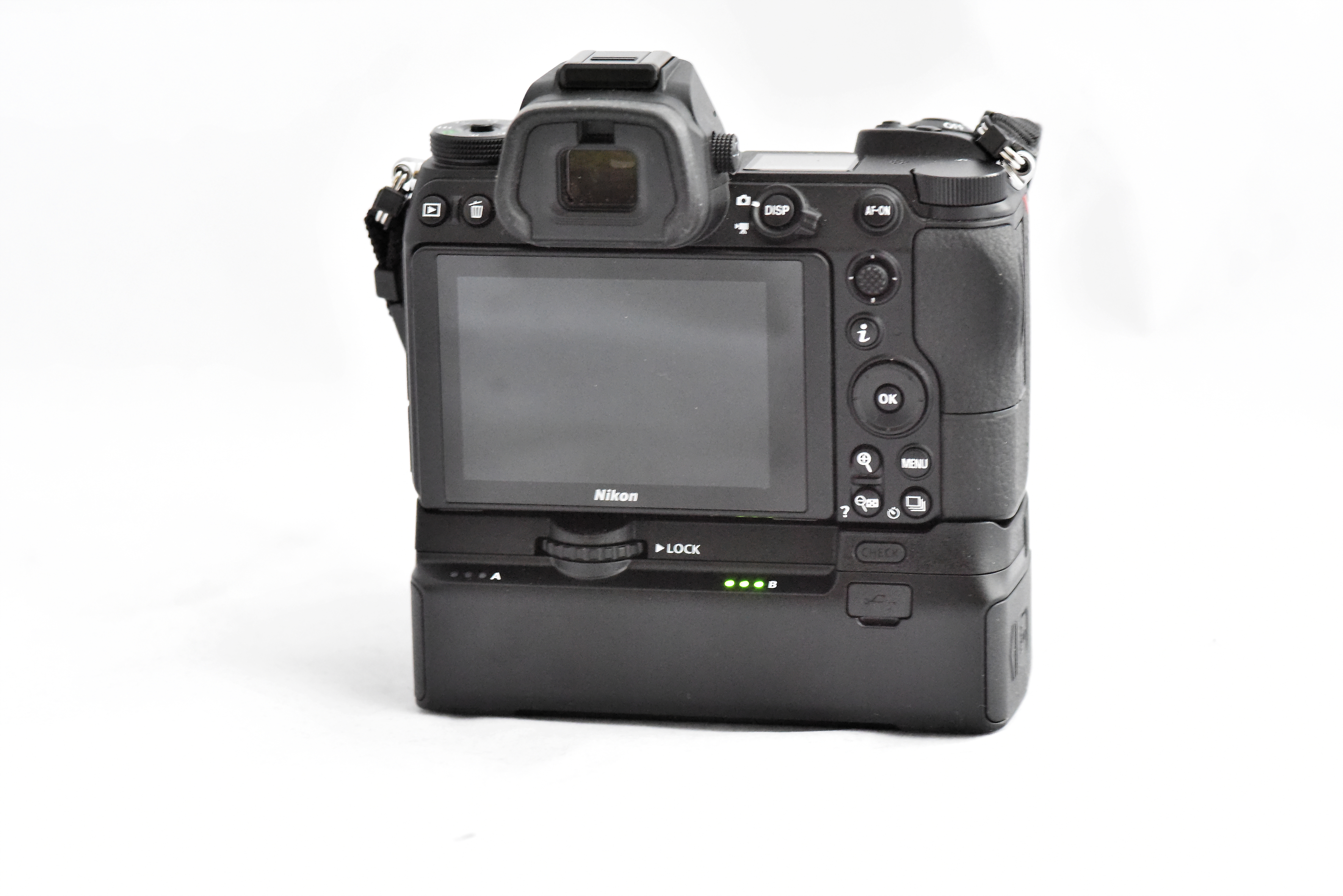
Akkupack MB-N10